# IPTV

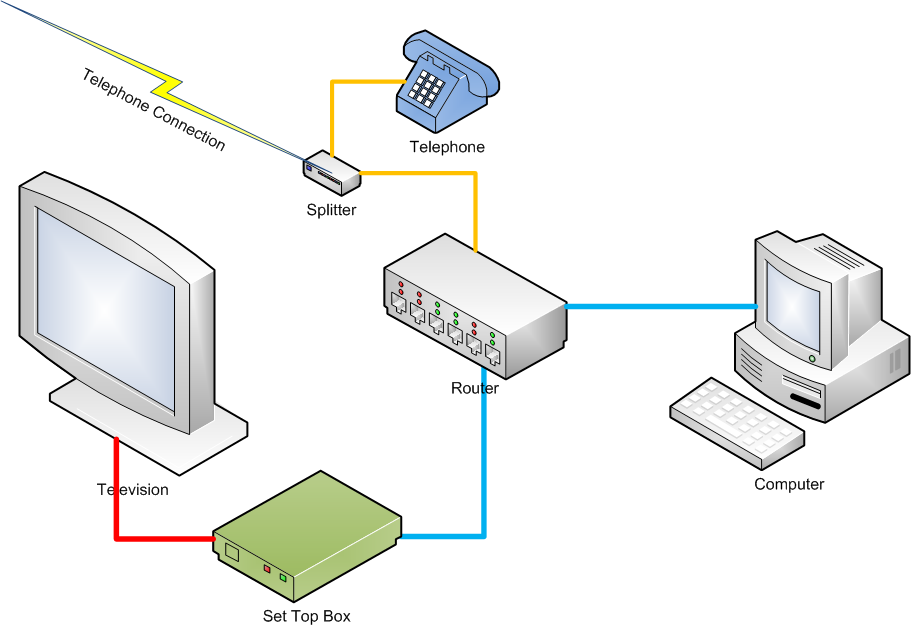
Diagrama de IPTV.

Internet Protocol Television (IPTV), o Televisión por Protocolo de Internet, se ha convertido en la denominación más común para los sistemas de distribución por suscripción de señales de televisión de pago usando conexiones de banda ancha sobre el protocolo IP. A menudo se suministra junto con el servicio de conexión a Internet, proporcionado por un operador de banda ancha sobre la misma infraestructura pero con un ancho de banda reservado para la IPTV. 
El IPTV no es lo mismo que la televisión por internet o la televisión online ni es lo mismo que streaming o el OTT. La principal diferencia es que se garantiza calidad por parte de las operadoras reservando parte de su ancho de banda para prestar los servicios de televisión.

## Definición
IPTV no es un protocolo en sí mismo. El IPTV o Televisión sobre el protocolo IP, ha sido desarrollado basándose en el video. A esta tecnología evolucionará en un futuro próximo la televisión actual, aunque para ello son necesarias redes mucho más rápidas que las actuales, para garantizar la calidad en el servicio. Y permite, gracias a su mayor ancho de banda, tener muchos más canales y con más definición que en la TV por satélite o cable coaxial, siendo este último reemplazado por fibra óptica hasta la casa (FTTH). 
A diferencia de la situación actual, el proveedor no transmitirá sus contenidos esperando que el espectador se conecte, sino que los contenidos llegarán solo cuando el cliente los solicite. La clave está en la personalización dada por la auto selección. Esto permite el desarrollo del pago por visión o pago por evento o el video bajo demanda. El usuario dispone de un aparato conectado a su ordenador o SmartTV cuya función es agregar una "capa de computación" a su televisor y a través de una guía podrá seleccionar los contenidos que desea ver o acceder a los contenidos que tiene seleccionados desde otras herramientas que usa como lo son medios sociales tipo Facebook. Optativamente el aparato conectado tiene capacidad para almacenar contenido y de esta manera poder visualizarlos aun cuando está desconectado al momento de su emisión.
Los contenidos están basados tanto en los de canales tradicionales, como en contenido audiovisual más específicos sobre un determinado tema, para que el cliente seleccione los de su gusto sin importar quién produce el contenido.
En el sector publicitario, al tratarse de información que llega a través de internet, los anuncios se pueden dirigir de manera muy precisa y su efectividad también puede medirse en tiempo real.
Así como existen aplicaciones para moderar los contenidos para niños en web (parental control, tipo Netnanny) existen servicios para que los padres puedan bloquear cierto contenido en IPTV que solo puede ser mostrado previa verificación de una clave parental, así mismo puede buscar por ejemplo todos los programas, series o películas en que actúe tal o cual autor o que sean de tal o cual género.

## Requisitos
Para que la IPTV pueda desarrollarse de una manera completa es necesario aumentar la velocidad de las conexiones actuales. Podemos diferenciar dos tipos de canal: de definición estándar SDTV o de alta definición HDTV. Para un canal del primer tipo sería necesario tener una conexión de 1.5 Mbps y para un canal del segundo tipo 8 Mbps. Si tenemos varios canales distintos en forma simultánea (por tener varios receptores de televisión, por ejemplo) necesitaremos más ancho de banda. A este ancho de banda hay que sumar el necesario para la conexión a internet. Estamos hablando de 4.5 Mbps para tres canales de SDTV u 11 Mbps para un canal HDTV y dos SDTV. Estos cálculos son usando MPEG-4 para la compresión/codificación del vídeo.
La IPTV necesita unos valores técnicos para poder prestar su contenido sin inconvenientes, los valores son los siguientes:
- Ancho de banda: dependiendo del número de decodificadores, la velocidad del internet o telefonía IP (VoIP, deberá ser mayor en cada caso, los más comunes son: 4 Mbps, 7 Mbps, 8 Mbps, 10 Mbps, 12 Mbps, 14 Mbps, 16 Mbps y 18 Mbps. El hecho de que el ancho de banda sea más alto, provoca que la línea ADSL sea más sensible a caídas. Es decir, una línea con un perfil de 4 Mbps, si por ejemplo queda con valores de señal-ruido de 13dB y atenuación de 40, no soporta un perfil de 10 Mbps, ya que provoca mayor atenuación y menos señal-ruido.
- Señal-ruido: mayor de 13dB para garantizar la estabilidad del servicio (cuanto más alto el valor, de más calidad será el servicio)
- Atenuación: menor de 40dB, ya que si es demasiado alta, el servicio puede tener caídas constantes.

## Funcionamiento

### Partes de la que consta
Existen una serie de áreas interrelacionadas para poder ofrecer IPTV. Estas son:
1. Adquisición de la señal de video
2. Almacenamiento y servidores de video
3. Distribución de contenido
4. Equipo de acceso y suscriptor
5. Software

### Adquisición del contenido
El contenido se puede obtener a través de internet de algún proveedor de contenidos o de un distribuidor de señales de televisión. Se utilizan unos dispositivos llamados codificadores para digitalizar y comprimir el video analógico obtenido. Este dispositivo llamado encoder, habilita la compresión de video digital habitualmente sin pérdidas. La elección del codec tiene mucha importancia, porque determina la calidad del video final, la tasa de bits que se enviarán, la robustez ante las pérdidas de datos y errores, el retraso por transmisión, etc.
Cuando decimos que la red central IP debe diseñarse con capacidad suficiente y baja latencia para garantizar una transmisión fluida y eficaz, significa que la infraestructura de red debe tener suficiente ancho de banda y potencia de procesamiento para gestionar el volumen de tráfico previsto, al tiempo que se minimiza el tiempo que tardan los datos en viajar por la red.

### Formatos de video utilizados
Los formatos empleados por IPTV más usualmente son:
1. H.261: Se utilizó para videoconferencia y video telefonía y sirve como base para otros.
2. MPEG-1: Logra calidad similar a VHS y además es compatible con todos los ordenadores y casi todos los DVD.
3. MPEG-2: Es el usado en los DVD y permite imagen a pantalla completa con buena calidad.
4. H.263: Permite bajas tasas con una calidad aceptable. Usado en especial para videoconferencia y videotelefonía.
5. MPEG-4 parte 2: Calidad mejorada respecto a MPEG-2
6. MPEG-4 parte 10: También llamado H264. Es el más usado actualmente por una gran variedad de aplicaciones.
7. WMV: Se utiliza tanto para video de poca calidad a través de internet con conexiones lentas, como para video de alta definición. Mientras que MPEG-4 está respaldado por JVT[nota 1] el formato WMV es un formato de compresión de video propiedad de Microsoft.

### Servidores
Los servidores realizan varias acciones como son:
1. Almacenamiento y respaldo de los contenidos
2. Gestión del video bajo demanda
3. Streaming de alta velocidad

Se trata de servidores IP basados en los sistemas operativos que permiten enviar distintos flujos de video a la vez. 
La red de transporte ha de ser de alta capacidad para permitir el flujo bidireccional de datos, controlar los datos de sesiones, la facturación de los clientes, etc. Lo más importante es la alta capacidad de transferencia para poder ofrecer buena calidad a los clientes. En la red del proveedor del servicio se usan estándares como Gigabit Ethernet. 
La red de acceso es el punto donde termina la red del proveedor y comienza el equipo del usuario. En esta interfaz hay un dispositivo encargado de decodificar la información para poder verla en un televisor convencional. El software se encarga de proporcionar al usuario los servicios a través de un sistema de menús en la pantalla de su televisor. Permite la interacción entre el cliente y el sistema.

## Calidad de servicio
En principio se hablaba de la calidad de servicio (Quality of Service, QoS) en Internet en lugar de la calidad de servicio en IPTV, Para que estos servicios sean completamente satisfactorios es necesario contar con QoS, para la transmisión de datos, vídeo y voz. De manera que muchos de los contenidos expuestos sean válidos para todo servicio.
Partiendo de dos soluciones que coexisten en la actualidad como son IntServ y DiffServ, que se proponen para ayudar a la calidad de servicio sobre IPTV, tenemos algunas ventajas y desventajas de estas soluciones.
Las ventajas de estas soluciones son:
1. Los paquetes no necesitan llevar ninguna marca que indique como han de ser tratados, la información la tienen los routers.
2. Los routers no necesitan conservar información de estado.

Las desventajas de las mismas:
1. Requiere mantener información de estado sobre cada comunicación en todos los routers por lo que pasa. Se requiere un protocolo de señalización para informar a los routers y efectuar la reserva en todo el trayecto.
2. Los paquetes han de ir marcados con la prioridad que les corresponde. La garantía se basa en factores estadísticos, y es menos segura que la reserva de recursos (puede haber overbooking).

Pero tenemos que con las métricas que definen la calidad de servicio para vídeo incluyen jitter, número de paquetes fuera de orden, probabilidad de pérdida de paquetes, probabilidad de error en la red, tiempo de unión multicast, retardo, etc. Las métricas para voz incluyen jitter, retardo, ratio de pérdida de paquetes de voz, y MOS (Mean Opinion Score), un parámetro que refleja la opinión subjetiva del usuario. Las métricas de calidad de servicio relativas a los servicios IPTV incluyen la disponibilidad de canal, tiempo de comienzo del visionado, tiempo de retardo en el cambio de canal, fallo en el cambio de canal, etc.
Dependiendo de cuánta calidad de imagen y sonido sea ofrecida, las redes que sustentan estos servicios deben estar más controladas. Garantizar la calidad de servicio está directamente relacionado con la gestión del tráfico en los servicios IPTV. Para el tráfico de bajada, se ofrecen servicios diferenciados para los usuarios, para el tráfico de subida, el tráfico del usuario es monitorizado de forma que se pueda controlar el acceso para garantizar la QoS.
Cuando un usuario solicita al sistema cambiar de canal, envía una petición de nuevo canal. El sistema acepta la petición mediante el control de admisión, construye un árbol multicast, para enviar la voz y vídeo al usuario. El objetivo de gestionar el tráfico es poder soportar de forma eficiente los requisitos de QoS para distintos servicios, incluyendo políticas SLA (Service Level Agreement), planificación, control de flujo, etc. pudiéndose implementar de forma centralizada o distribuida.

## IPTV en el mundo

Países con IPTV implementada en 2013.

### Europa

#### España
En España varias empresas de comunicaciones están empezando a ofrecer IPTV. Movistar ofrece desde 2000 un servicio de televisión IP bajo el nombre de Movistar+, y actualmente supera al satélite y al cable. La compañía de telecomunicaciones Jazztel también se unió al carro de esta tecnología y ofreció el servicio con el nombre Jazztelia TV hasta cerrarlo en 2010. Posteriormente activó Jazzbox, basado en Yomvi y siendo OTT y no IPTV,  pero al fusionarse con Orange, lo cerró y ofreció la OTT de Orange. Orange España ofreció un servicio IPTV pero en 2013 cambió de IPTV a OTT (en línea). También prestó servicios de IPTV la compañía Ya.com cuando pertenecía a T-Online, filial de Deutsche Telekom. Estaba basada en la plataforma de Microsoft TV e incluía interesantes funcionalidades que no existían en las otras compañías como el cambio instantáneo de canal o la posibilidad de programación remota de la grabación. Además, el decodificador poseía un disco duro interno para realizar las grabaciones. Tras la adquisición de Ya.com por France Telecom, la empresa abandonó la televisión. Muchas empresas de IPTV migraron a prestar servicios OTT, debido a su bajo abono y a su elevado coste de mantenimiento.

#### Resto de Europa
En el resto de Europa también diversas compañías empiezan a ofrecer sus servicios de IPTV. El país pionero fue el Reino Unido y su empresa “Kingston interactive TV”. En Francia, France Télécom lanzó su primer producto de IPTV a finales de 2003. Deutsche Telekom en Alemania lanzó su apuesta por IPTV en 2004. En Italia, una empresa del país llamada FASTWEB está ofreciendo IPTV sobre redes con conexiones 20 veces mayor que la actual y es uno de los mayores referentes en Europa de estos servicios.

### Norteamérica

#### Estados Unidos
En EE. UU. las compañías Verizon y Bellsouth están comenzando a ofrecer sus servicios en este campo y desarrollar sus infraestructuras. En múltiples ocasiones, las operadoras telefónicas ofrecen IPTV junto a servicios de telefonía y conexión de banda ancha a internet. Esta combinación se denomina “triple play”. En cuanto a compañías dedicadas a la tecnología, Microsoft ha sido la que ha mostrado una mayor intención por desarrollar su tecnología para ofrecer Televisión sobre IP. Se basa en su tecnología “Windows Media Series” que permite descargar desde internet miles de videos, con películas o capítulos de las series televisivas.

### Latinoamérica

#### Argentina
La Ley de Servicios Audiovisuales, que permite a las cooperativas de servicios públicos brindar IPTV, alentó a la Cámara de Cooperativas de Telecomunicaciones (Catel) en proyectos corporativos de negocios, que preveía tener listo el servicio y lanzar un paquete de 60 canales, en el primer trimestre de 2011 por parte de un grupo de cinco cooperativas telefónicas, que operan en cinco ciudades de distintas provincias. Sin embargo, la fuerte penetración de la TV cable convencional en el país y las demoras en la implementación de la REFEFO (Red Federal de Fibra Óptica) por parte del operador estatal ARSAT retrasó estos lanzamientos en competencia. Por otro lado, ni la tecnología ADSL basada en las antiguas redes con pares de cobre utilizada por la mayoría de las cooperativas telefónicas, ni las redes híbridas de coaxil (que utilizan pequeños operadores de TV cable) poseen la capacidad de throughput que el IPTV requiere. Para alcanzar el éxito, los operadores entrantes deberán resolver primero la provisión de contenidos, proveer a cada abonado los decodificadores (STB) en comodato sin cargo y sobre todo desplegar redes GPON, que brinden el ancho de banda necesario para el transporte de IPTV en la última milla.
La TV cable en Argentina avanza en la digitalización en DVB y también en la construcción de plataformas IP, con una trayectoria superior a 20 años de relación con los proveedores de contenido, a los que le asegura el pago de importantes cánones mensuales fijos, por un conjunto cerrado de canales. El operador oficia de "cajero" de los programadores. En 2018, el gobierno nacional permitió a las compañías telefónicas ofrecer servicios de televisión, operación que previamente estaba prohibida, y así se crearon en Argentina Claro TV y Movistar TV, permitiendo que llegara IPTV a zonas del país donde no hay cable ni fibra óptica.
- Personal se encuentra ofreciendo su servicio de IPTV denominado Flow para el uso en STB (decodificador) contando con una aplicación para teléfonos inteligentes, tabletas y computadoras, y tiene un servicio de streaming donde contiene un catálogo de películas y series gratis y de alquiler, además tiene series propias. A fines de 2019 se unió con Netflix, ofreciendo una conexión desde el catálogo de Flow con contenido de Netflix, pero para ver este contenido, el usuario debe estar abonando el servicio de streaming Netflix, siendo similar a la conexión que tienen algunas consolas de videojuegos con Netflix.
- Telecentro ofrece una alternativa similar, llamado Telecentro Play, también para el uso en STB (decodificador), permitiendo grabar y retroceder en vivo, además de ofrecer el servicio con una aplicación en teléfonos inteligentes, tabletas y computadoras, y tiene un servicio de streaming donde contiene un catálogo de películas y series, gratis y también de alquiler. Amén de ello, también se puede acceder a Netflix en forma similar a lo implementado por Cablevisión.
- En 2018, Movistar TV empezó a ofrecer en conjunto con la red de fibra óptica FTTH, este servicio.
- En 2018, Claro TV que lo ofrece también con la red de fibra óptica FTTH.
- A partir de julio de 2019, DirecTV empezó a ofrecer su servicio DirecTV GO de forma gratuita para sus abonados de DirecTV Pospago y DirecTV Prepago.

#### Bolivia
En Bolivia la única empresa que ofrece desde 2018 el servicio IPTV es la empresa nacional ENTEL.

#### Brasil
En Brasil, la plataforma de streaming Globoplay, propiedad del conglomerado de comunicaciones Grupo Globo, comercializa sus diversos canales -incluido TV Globo- dentro de la plataforma como IPTV. El servicio está disponible desde 2015 y se ha ampliado a países como Estados Unidos, Canadá, Portugal, Reino Unido, Japón, Australia y algunos otros países de Europa Occidental.
El operador Claro cuenta con Claro Box TV, un dispositivo que reúne canales de TV paga vía IPTV y también servicios de streaming. Reúne todos los canales y servicios conocidos de la compañía, como Grabadora Virtual, contenido on-demand y en vivo, y acceso a Globoplay, Premiere, Netflix, Telecine, etc. Además, la plataforma de streaming y IPTV Claro NOW, pasará a ser Claro TV+.
El 30 de noviembre de 2020 llegó a Brasil DirecTV Go, que ofrece canales de televisión vía streaming.

#### Chile
En Chile, la empresa Telsur (en ese entonces Telefónica del Sur), es pionero en este tipo de transmisiones desde 2007 (fibra óptica). En ese mismo año, Movistar Chile también ofrece este servicio sobre fibra óptica, y en 2016, lanza su aplicación de Movistar TV. En 2017, nace la empresa Zapping, siendo la primera empresa chilena y latinoamericana en ofrecer el servicio de televisión íntegramente en internet (aplicación en smart tv, smartphones y navegadores web). En 2018, llega a Chile la plataforma DGO (inicialmente Directv GO). En 2022, nace la plataforma Mundo GO, y GTD TV(ambas plataformas de IPTV, reemplazan sus respectivos servicios tradicionales de televisión via decodificadores de cable y fibra óptica de las empresas Mundo y GTD - Telsur respectivamente)

#### Colombia
En Colombia, Empresas Públicas de Medellín, a través de su filial UNE-EPM Telecomunicaciones, dio inicio con la entrada en operación en julio de 2008, de la IPTV. De esta manera, UNE se consolida como la primera compañía en Colombia y primera en Latinoamérica en ofrecer el servicio de IPTV por encima de Telefónica del Sur en Chile. ya ofrece sus servicios con una sofisticada red de fibra óptica en casi todo el territorio nacional y en Bogotá a través de su filial EPM Bogotá, responsable del desarrollo del mercado más competido y de mayor potencial del país. Hasta 2008, la empresa solo tenía un radio de alcance de 1.5 km desde cada central y hoy posibilita una cobertura en un 90% de los hogares de los 3 servicios.
A finales de 2009, UNE proporciona a clientes "especiales" (hablando a nivel de cobertura), el servicio de IPTV HD (high definition), el cual posee varios servicios adicionales como pausa en vivo, enciclopedia, películas, juegos, etc.
La conexión se realiza por medio de un CPE (módem de 4 puertos), un decodificador por cada televisor y un control que permite la interactividad, se requieren unos parámetros buenos: una buena señal a ruido (mayor de 13db), una capacidad de transporte de datos del par telefónico de 14 Mbps y una atenuación baja (menos de 40db).
Desde finales de 2012, la empresa pública de telecomunicaciones de Cali (EMCALI), brinda el servicio en la zona metropolitana (Cali, Jamundí, Yumbo) con 40 canales inicialmente. Emcali explica que este servicio va más allá de la televisión, pues lo que le ofrece a los clientes es la posibilidad de interactuar, por ejemplo, usando aplicativos para consultar redes sociales.
Este servicio contará inicialmente con 60 canales, más de 150 títulos musicales y juegos como ajedrez, burbujas y entretenimiento para los niños. Sin embargo, a partir del segundo semestre del año tendrá 120 canales, de los cuales 26 serán en alta definición.
Desde diciembre de 2013, la Empresa de Telecomunicaciones de Bogotá (ETB) ofrece el servicio de TV Digital IPTV a través de la red FTTH, lo cual ofrece mejor calidad de sonido e imagen y máxima interactividad, gracias a la conexión de fibra óptica más potente. Este servicio está disponible en el área metropolitana de Bogotá.
En 2019 Movistar Colombia comenzó a ofrecer este servicio sobre fibra óptica FTTH.
En 2020, Claro TV que lo ofrece también con la red de fibra óptica FTTH.
En 2018, DirecTV empezó a ofrecer su servicio DGO de forma gratuita para sus abonados de DirecTV Pospago y DirecTV Prepago.

#### Costa Rica
El 2 de noviembre de 2011, el Instituto Costarricense de Electricidad o ICE, quien es proveedor de la energía eléctrica, telefonía fija y celular, y de internet del país, anunció que va a empezar a ofrecer el servicio de IPTV en ciertas zonas del país, para luego expandirse.
A la fecha se vende el servicio en diferentes regiones por todo el país utilizando la conexión ADSL Kölbi Hogar.

#### Ecuador
La IPTV sería brindada por parte de la Corporación Nacional de Telecomunicaciones (Andinatel y Pacifictel), la cual sería lanzada al mercado en inicios de 2014. Los anchos de banda no han permitido cumplir con esto.

#### México
En México, Maxcom Telecomunicaciones ofrece MaxcomTV producto con el que logra ser un competidor 3Play usando tecnología IPTV sobre ADSL en ciudades como Puebla, Querétaro, Estado de México, San Luis Potosí y Morelia desde agosto de 2007.
A partir de 2013, Axtel ofrece su servicio de AXTEL TV, a través de su servicio AXTEL X-tremo que utiliza fibra óptica para dar acceso a Internet.
La empresa Totalplay, propiedad de Grupo Salinas ofrece este servicio desde 2010 utilizando IPTV a través de fibra óptica, con un servicio Tripleplay (Internet, televisión y teléfono) en las ciudades de México y Área metropolitana, Toluca, Cuernavaca, Guadalajara, Puebla, Monterrey, Aguascalientes, Cancún, Celaya, Mérida, Pachuca, Querétaro, Tijuana, Xalapa, San Luis Potosí y Veracruz. 
La empresa DirecTV regresa a México después de 14 años de ausencia, ofreciendo su servicio de IPTV DIRECTV Go, iniciando operaciones el 24 de marzo de 2020.
Pluto TV el sistema de televisión gratis mediante IPTV llega a México.
Así mismo, la empresa Izzi Telecom de Grupo Televisa, ofrece el servicio IPTV y de Triple Play por medio de su red de fibra óptica y coaxial desde 2014, siendo esta la de mayor cobertura en el país, ofreciendo sus servicios en más de 69 ciudades.

#### Panamá
Igualmente en Panamá, la empresa CTV Telecom desde agosto de 2007 brinda el servicio de IPTV a través de su red de última generación en fibra óptica, la cual hacen llegar hasta las residencias de sus clientes.

#### Paraguay
La empresa estatal paraguaya COPACO llegó a un acuerdo en julio de 2011 con el integrador local Sitesa, quien implementará el servicio de IPTV a través de equipos de ZTE. Con esta iniciativa, se estima alcanzar los 50.000 clientes en un año, por medio de su red de cobre y fibra óptica. En abril de 2019, la empresa privada también paraguaya Personal Paraguay lanza su servicio de IPTV con el nombre de Personal FLOW la cual llega a todo el país con más de 195 canales cada uno (abiertos, noticias, deportes, películas, canales premium, infantiles, variedades, documentales, musicales, internacionales, radios AM/FM y canales de audio). 

#### República Dominicana
La empresa Claro Codetel subsidiaria de América Móvil ha incorporado el servicio de IPTV, bajo el nombre de Claro TV en 2008.

#### Uruguay
La empresa estatal uruguaya Antel declaró en enero de 2009 haber alcanzado las condiciones técnicas de brindar este nuevo servicio y actualmente se encuentra en los estudios de mercado donde se consideran los contenidos y el poder adquisitivo de la población, buscándose un impacto global. No se descarta un servicio IPTV paralelo de alta calidad para un segmento menor. Sin embargo, en mayo de 2013 se presentó un proyecto de ley que prohibiría que las compañías de Internet y telefonía sean también proveedores de televisión, lo que detendría el proyecto. los cableoperadores Trinidad Video Cable y TCC no ofrece el servicio IPTV.

#### Venezuela
Durante el mes de abril de 2009, la empresa estatal CANTV, declaró ganadora en un proceso de licitación a la empresa china ZTE para consolidar el proyecto de implantación y comercialización del servicio IPTV. El mismo tiene como meta en cinco años estar disponible a los 5 millones de suscriptores que posee la empresa actualmente. En este proyecto, según fuentes de la empresa CANTV se prevén invertir en primera fase unos 400 Millones de dólares. En la primera fase del proyecto, ZTE trabajará con CANTV para desarrollar la solución Eyewill ZXBIV IPTV de ZTE con el fin de permitir a la compañía ofrecer acceso a IPTV a 67.090 usuarios. Sin embargo, debido a la crisis económica que impera en el país andino-caribeño, este proyecto al igual que muchos está detenido.

## Web TV
Relacionado en cierta forma con la IPTV, puede hablarse de la web-TV o "televisiones IP". La diferencia esencial es que las segundas son accesibles directamente por internet, mientras que los servicios IPTV de las operadoras de telecomunicaciones son sistemas "cerrados" fuera de la red convencional, lo que les permite dar mejor servicio y crear un sistema de monetización equivalente a la televisión por cable. La tecnología es parecida, pero su gestión es diferente. Debe diferenciarse entre plataformas de gestión para este tipo de oferta, como por ejemplo Streamingconnect, Digital Novae Media, TvPills, Narrowstep, biib.tv, WebTV Producciones y las ofertas de contenidos (canales) que se ofrecen. Asimismo, debe diferenciarse entre agregadores de contenido y canales en sí mismo. Los agregadores son sitios de internet que integran oferta de multitud de productores de procedencia diversa y cuyo posicionamiento comercial es la acumulación de toda clase de contenidos, incluyendo el generado por el usuario. Los "canales" ofrecen una línea de contenido original propia, generalmente especializada en torno a una temática.
En este momento, una tendencia latente es la integración del acceso a la red (internet) directamente al televisor, sea por su inclusión por parte de un fabricante de televisores, como por la conexión de set-top-boxes (STB) que conectados a internet envíen las imágenes al televisor. Con la generalización de estos dispositivos en los hogares, tendríamos que tanto los servicios desarrollados por las plataformas de gestión como los propios canales desarrollados en la red serían directamente accesibles desde el hogar, pudiendo competir potencialmente con cualquier otro contenido audiovisual. Precisamente, son los proveedores de servicios de IPTV los que están introduciendo esta clase de dispositivos en los hogares, si bien con capacidades para navegar por la red limitadas por cuestiones técnicas. En el momento en que sea posible acceder a cualquier contenido desde el televisor, las barreras y diferencias conceptuales entre IPTV y Web-TV o televisión IP irán desapareciendo.

## Normalización
En marzo de 2007 se creó el Open IPTV Forum, con el objeto de desarrollar unas especificaciones normalizadas que permitan la utilización "plug and play" de dispositivos de cualquier fabricante para la prestación de servicios finales por parte de cualquier proveedor.
El foro fue constituido por 19 miembros, todos ellos fabricantes de equipos, operadores de telecomunicaciones y proveedores de servicios: Alcatel Lucent, Amino Communications, Deutsche Telekom, Ericsson, France Telecom, Huawei, LG Electronics, Nokia Siemens Networks, Panasonic, Philips, Samsung, Sony, Sun Microsystems, Telecom Italia Group, Telefónica, TeliaSonera, Tilgin, Verimatrix Inc y ZTE Corporation. A octubre del 2008 se habían incorporado otras empresas más allá de fabricantes de equipos.
Las especificaciones desarrolladas serán dirigidas a los organismos internacionales de estandarización, con el fin de modificar los estándares actuales implicados o incorporar nuevos cuando resulte necesario.